# Martin Solveig
Pour les articles homonymes, voir Solveig.
Martin Solveig, de son vrai nom Martin Laurent Picandet, est un disc jockey, producteur et auteur-compositeur-interprète français, né le 22 septembre 1976 à Paris. Rattaché au mouvement de la French touch, sa carrière musicale s'étend de 1994 à 2025, année au cours de laquelle il choisit d'y mettre un terme après un dernier concert donné le 19 juillet 2025.

## Biographie

### Débuts (1994–2002)
Martin Solveig intègre durant son enfance la maîtrise des Petits chanteurs de Sainte-Croix de Neuilly (The Paris Boys Choir), où il bénéficie d'une formation musicale classique et devient soliste soprano sous la direction de François Polgár.
Adolescent, il construit et nourrit sa culture musicale en fréquentant assidûment les disquaires de son quartier, écoutant aussi bien Marvin Gaye que Serge Gainsbourg, les Beatles ou encore Prince. À l'âge de quatorze ans, il demande à ses parents de lui offrir des platines en guise de cadeau de Noël et leur annonce l'année suivante qu'il souhaite devenir DJ professionnel. Après l'obtention de son baccalauréat, il privilégie dans un premier temps un parcours plus traditionnel et décroche un DUT d'électronique puis poursuit des études de commerce à l'école de Management Léonard-de-Vinci. Il commence à mixer aux Planches de Deauville, qui lui donna la chance de pouvoir commencer une carrière, et par la suite, dans des clubs parisiens comme le Palace, l'Enfer (actuel Redlight), le Queen ou encore Les Bains Douches.
Bien qu'on ait longtemps supposé qu'il avait choisi son pseudonyme en hommage à l'actrice Solveig Dommartin, décédée prématurément d'une crise cardiaque, Martin Solveig a en réalité avoué s'être inspiré du prénom d'une amie de sa sœur.

### Sur la Terre(2002–2005)

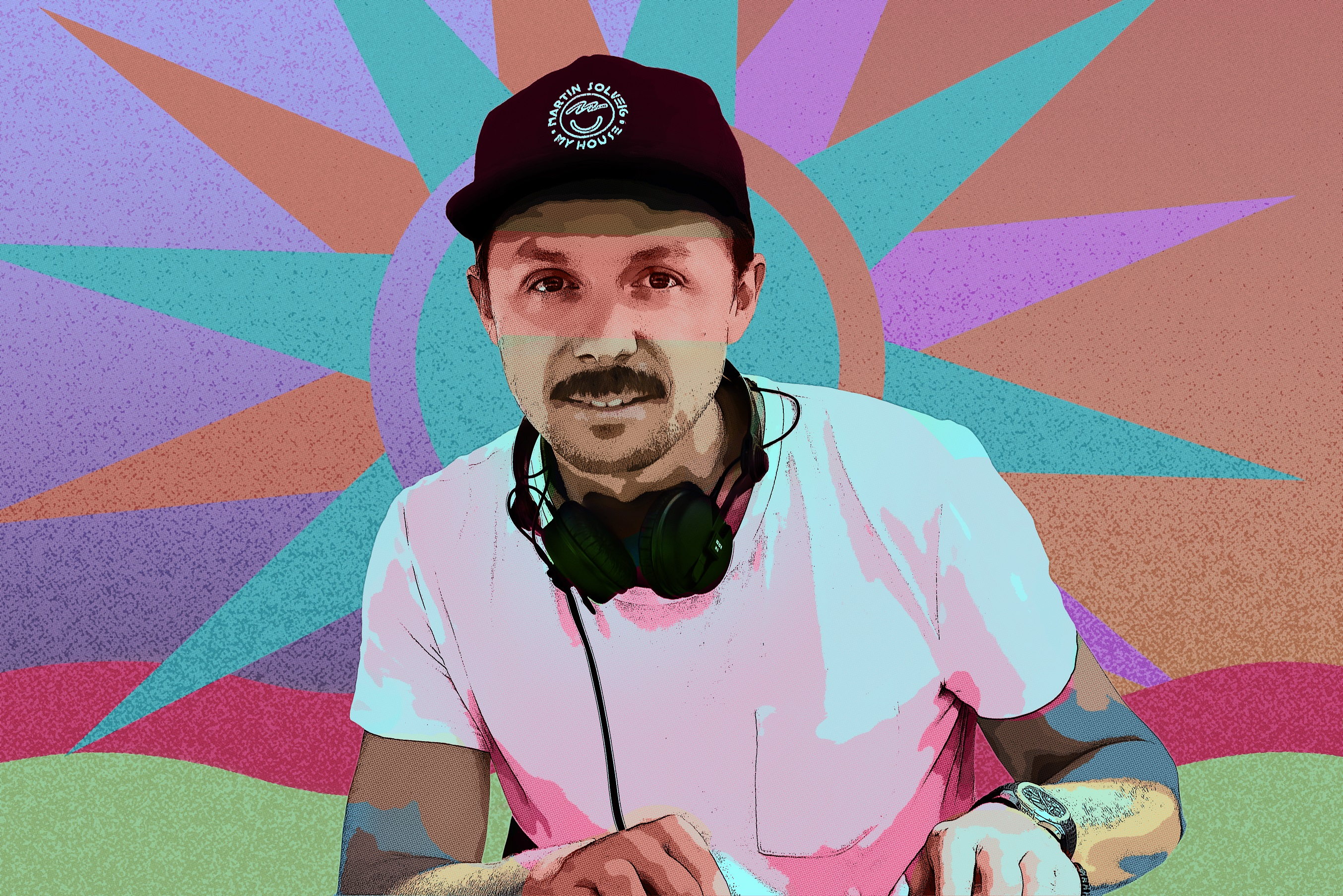
Pop Art du portrait de Martin Solveig Mix St Tropez 2015.

Tout en poursuivant ses études, Martin Solveig commence à personnaliser ses DJ sets en créant des boucles de percussions et en réalisant ses propres versions de certains titres et ses premiers samples. L'arrivée sur le marché des graveurs de CD lui permet d'intégrer ses créations à ses mixes et de les faire découvrir au public. Pendant un stage, le jeune artiste décide de monter son propre label, Mixture, et sort le titre Heart Of Africa. Celui-ci reflète le statut mixte qui est à l'époque le sien, à la fois étudiant et DJ/producteur semi-professionnel, puisque Martin Solveig l'a créé en enregistrant la voix de son professeur d'anglais. 10 000 vinyles du titre Heart Of Africa s'écoulent, valant au jeune DJ d'être remarqué par Bob Sinclar. Martin Solveig produit pour lui le morceau Edony, figurant sur le tout premier volume du projet Africanism All Stars initié par Bob Sinclar. La visibilité offerte par cette association permet à Martin Solveig de conquérir un public plus large et légitime la sortie d'un premier album, Sur La Terre, en juin 2002.
L'artiste bénéficie surtout, à ce stade, de la reconnaissance d'un public de passionnés. La notoriété auprès du grand public arrive un an plus tard, lorsque Martin Solveig réalise un remix du titre Madan, tiré de l'album Moffou de Salif Keïta. Vendu à plus de 100 000 exemplaires en France, le single fait aussi l'objet d'une reprise très médiatisée lors de la Coupe du monde 2006, où l'animateur Cauet en livre une parodie baptisée Zidane y va marquer. Compilé plus de 500 fois dans le monde l'année de sa sortie, le morceau permet aussi à Martin Solveig d'accroître sa notoriété à l'international et d'étoffer son agenda de DJ. Une fois ses études terminées, il s'engage à plein temps dans cette activité.
En 2003, il sort Suite, une compilation sur laquelle figure en bonne place Madan mais aussi des mixes inédits dont Rocking Music. Faisant la part belle aux voix, le titre sera exploité en single en 2004, appuyé par un clip réalisé par Arno Bani. Intégré à la playlist de la mythique radio anglaise BBC Radio 1, il confirme la capacité de Martin Solveig à séduire au-delà des frontières françaises.

### Hedonist(2005–2008)
En 2005, le DJ/producteur sort l’opus Hedonist, un disque mêlant électronique, rock, RnB et disco. Martin Solveig reconnaît néanmoins à l'époque que ses influences restent « très black (jazz, world, soul, disco et funk) ». Le titre de l'album est étroitement lié à l'atmosphère entourant son enregistrement : l'artiste confie ainsi en 2005 que ce fut pour lui « un album de plaisirs », écrit d'une manière « naturelle, pas torturée », dénué de l'agressivité qu'on trouvait souvent, selon lui, dans d'autres albums de DJ.
Le single qui lance la promotion de l'album s'intitule Everybody et figure parmi les premiers titres composés par l'artiste pour ce nouvel opus. De ce fait, Martin Solveig a eu l'occasion de tester le morceau en club avant même sa sortie, ce qu'il réitérera par la suite pour nombre de ses albums. Hedonist comporte notamment une reprise du titre Requiem pour un con de Serge Gainsbourg. Un choix artistique qui a été fortement déconseillé au producteur mais que celui-ci a souhaité maintenir comme un « clin d’œil avec beaucoup d'humilité ».
Martin Solveig sort également en 2006 une compilation intitulée So Far, fruit d'une décision commerciale de sa maison de disques. Les albums, quel que soit leur succès, quittant très vite les bacs et les médias quelques mois après leur sortie, c'était une manière de prolonger l'actualité de l'artiste tout en permettant au public de découvrir ou redécouvrir certains titres de son répertoire. Une décision judicieuse puisque So Far permet à Martin Solveig de décrocher un disque d'or.

### C'est la vie(2008–2011)

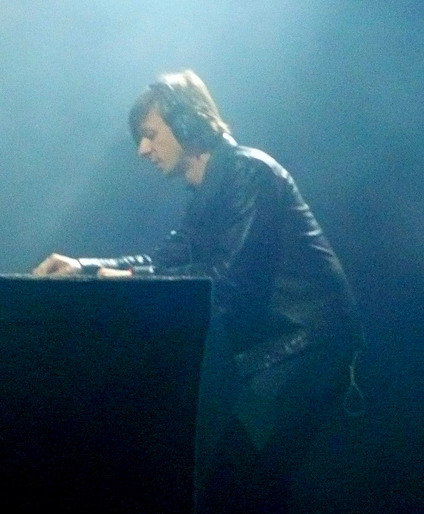
Martin Solveig en concert au festival Pukkelpop en 2009.

Martin Solveig revient en 2008 avec un single inédit, C'est la vie, issu d'un troisième album éponyme. L'univers visuel entourant le disque utilise comme élément central un œuf. Symbole de renaissance à une période où le DJ et producteur dit vouloir « bouger à tous points de vue », c'est également le symbole d'une culture du renouvellement permanent où tout ce qui se crée est vite consommé et vite oublié. Martin Solveig invite plusieurs DJ à remixer ce premier single, parmi lesquels Fedde le Grand et John Dahlbäck, ce qui lui permet de faire connaître sa musique au plus grand nombre sans pour autant se couper de son premier public.
Les projets qu'il développe autour de C'est la vie sont nombreux : en France, il devient DJ résident sur Radio FG, où il propose chaque semaine aux auditeurs un concert radio d'une heure. À la même période, il réalise un remix du nouveau titre de la chanteuse française Mylène Farmer Dégénération, sous le titre Comatik Club Remix. Le 28 février 2009, il est récompensé par ses pairs : un collège de professionnels lui décerne une Victoire de la musique  dans la catégorie « musique électronique ou Dance de l'année ».

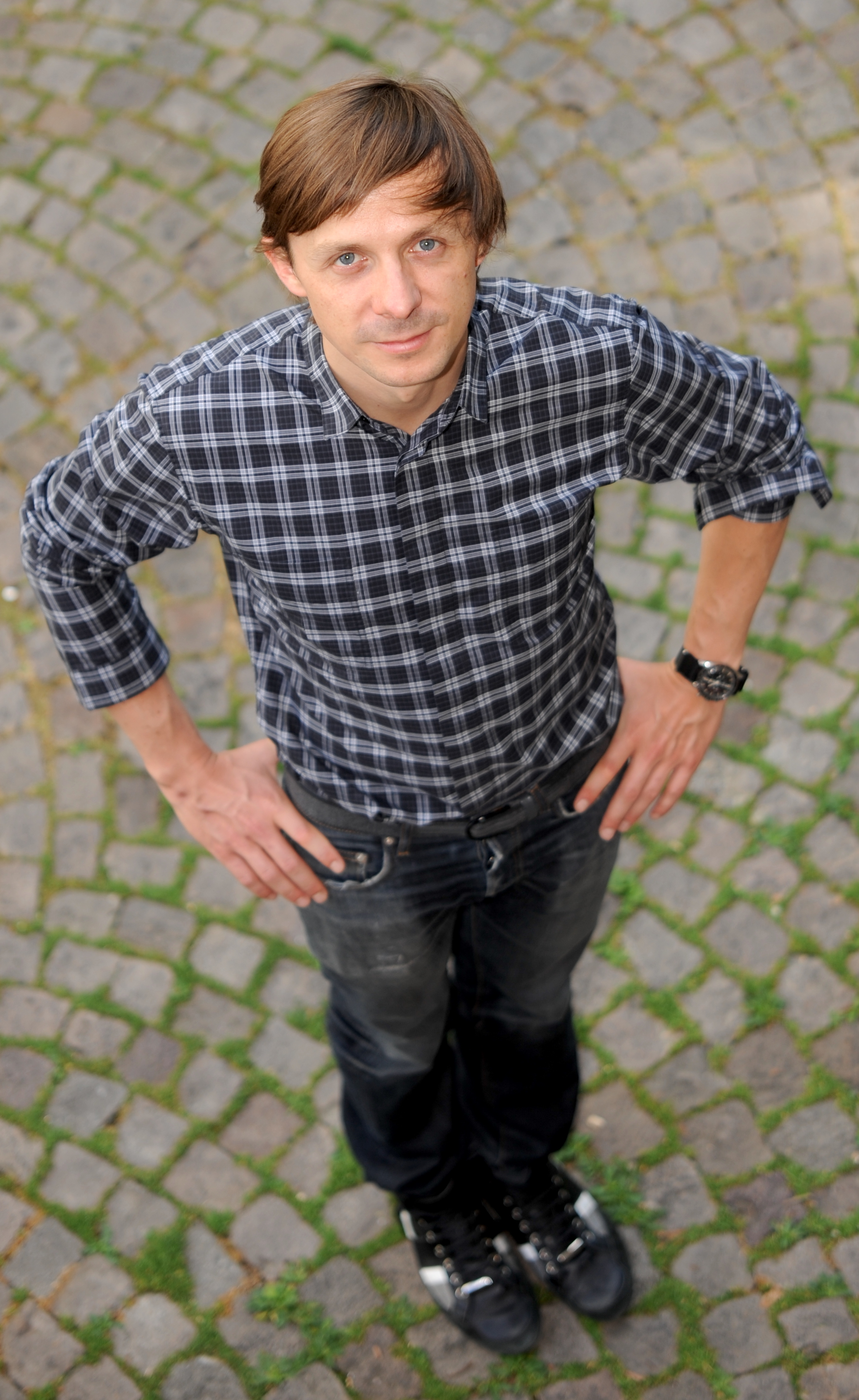
Martin Solveig, le 12 juillet 2010 à Paris.

Martin Solveig réédite son album C'est la vie en version remixé : C'est la vie remixes. Des DJ comme Fedde le Grand ou encore Laidback Luke ont remixé ses titres. Laidback Luke remixe 2 titres sur l'album I Want You, Boys and Girls. Le single Boys and Girls en collaboration avec Dragonette atteint le 17e rang des ventes single en France.
En 2009, l'artiste sort un album de remixes sobrement baptisé C'est la vie Remixes. Il s'agit de répondre à un paradoxe qui touche de nombreux artistes de musique électronique : bien qu'ayant l'étiquette de « DJ », leur musique telle qu'elle figure sur un album n'est pas nécessairement adaptée à une diffusion dans les clubs, où se trouve pourtant une part de leur public. Proposer un album de remixes permet donc de nourrir ce circuit club mais aussi de mettre en avant de nouveaux talents, un rôle auquel Martin Solveig dit attacher de l'importance.

### Smash(2011–2015)
En 2010, dans le clip de Hello réalisé en collaboration avec Dragonette, il affronte au tennis Bob Sinclar sur le court central de Roland-Garros, pour un match entre DJ producteurs. Nelson Monfort, célèbre animateur et journaliste sportif français commente le match. Gaël Monfils, joueur de tennis français et Novak Djokovic, joueur de tennis serbe y font une apparition. Alors que l'arbitre prononce Bob Sinclar vainqueur, Novak Djokovic fait son entrée sur le court et demande à l'arbitre de vérifier que la balle est bien sortie du terrain, comme annoncé par Mathilde Johansson, déguisée pour l'occasion en juge de ligne, et donc que Bob Sinclar n'a pas gagné. Martin Solveig se met alors à gagner jeu après jeu, set après set mais alors qu'il joue pour la balle de match, Gaël Monfils embrasse la petite amie secrète de Martin Solveig, qui, dégoûté, abandonne.
Le nouvel album sort le 6 juin 2011 en France, Belgique, Suisse sur les plates-formes de téléchargement. Il sort en CD une semaine plus tard. Sur le 2e single de cet album Ready 2 Go, il collabore avec Kele Okereke, le chanteur du groupe Bloc Party. Le clip de ce single est tourné le 28 mars 2011 au Stade de France pendant la mi-temps du match de football France-Croatie. Sur le 3e single de cet album Big in Japan, il collabore avec Dragonette et le groupe de pop japonais Idoling!!!. Le clip de ce single est tourné au Japon une semaine avant le Séisme de 2011 de la côte Pacifique du Tōhoku et se termine par un message de soutien aux victimes. Le clip du 4e single de cet album The Night Out conclut la série de clips Smash diffusé en parallèle de la sortie de l'album sur YouTube par les retrouvailles de Martin Solveig et de sa petite amie. Ce single sort en EP avec des remixes notamment de Madeon et A-Trak.
Le succès du titre Hello outre-Atlantique conduit Guy Oseary, le gérant de Madonna, à prendre contact avec Martin Solveig, à qui il demande de soumettre plusieurs démos pour le futur album de la chanteuse. La star américaine enregistre rapidement à Londres un premier titre, Give Me All Your Luvin', aux côtés de M.I.A. et Nicki Minaj. Début novembre 2011, une version non finalisée du morceau est diffusée illégalement sur Internet, déclenchant une enquête du FBI. Finalement, Martin Solveig, produira six titres sur MDNA dont le single Give Me All Your Luvin', Turn Up the Radio, I Don't Give A.. en duo avec Nicki Minaj et les chansons Beautiful Killer, I F***ed Up et B-Day Song avec M.I.A. présentes sur la version deluxe de l'album.
En 2012, Martin Solveig est sollicité par le Parc du Futuroscope, qui lui propose de participer à la transformation d'une attraction existante, Danse avec les Robots. Initialement placée sous la direction artistique de Kamel Ouali, l'attraction subit un rajeunissement visuel et sonore. Martin Solveig élabore en effet une nouvelle playlist de 5 titres dans laquelle on retrouve Beyoncé (Crazy in Love), Duck Sauce (Barbra Streisand), Madonna (Give Me All Your Luvin’) ainsi que deux morceaux de l'artiste lui-même, Everybody et Hello. La diffusion de chaque titre est entrecoupée d'interludes durant lesquels Martin Solveig s'adresse aux visiteurs, tant dans la salle que sur la mezzanine qui surplombe l'attraction. L'artiste a également repensé l'univers visuel de Danse avec les Robots, qui comporte désormais de nombreux cubes suspendus diffusant des extraits de clips ou des images d'un avatar miniature de Martin Solveig ou encore une cartographie sur la plateforme d'embarquement à bord des robots. L'attraction ouvre ses portes au public le 22 décembre, après une cérémonie d'inauguration en présence de nombreux journalistes et de quelques personnalités, dont Jean-Pierre Foucault.
Plus tard, Martin Solveig sort deux singles ; le premier, Hey Now, sorti en 2013, est une collaboration avec le groupe The Cataracs et Kyle, le deuxième, Blow, sorti en 2014, est une collaboration avec Laidback Luke.

### SoiréesMy House(2015-2025)

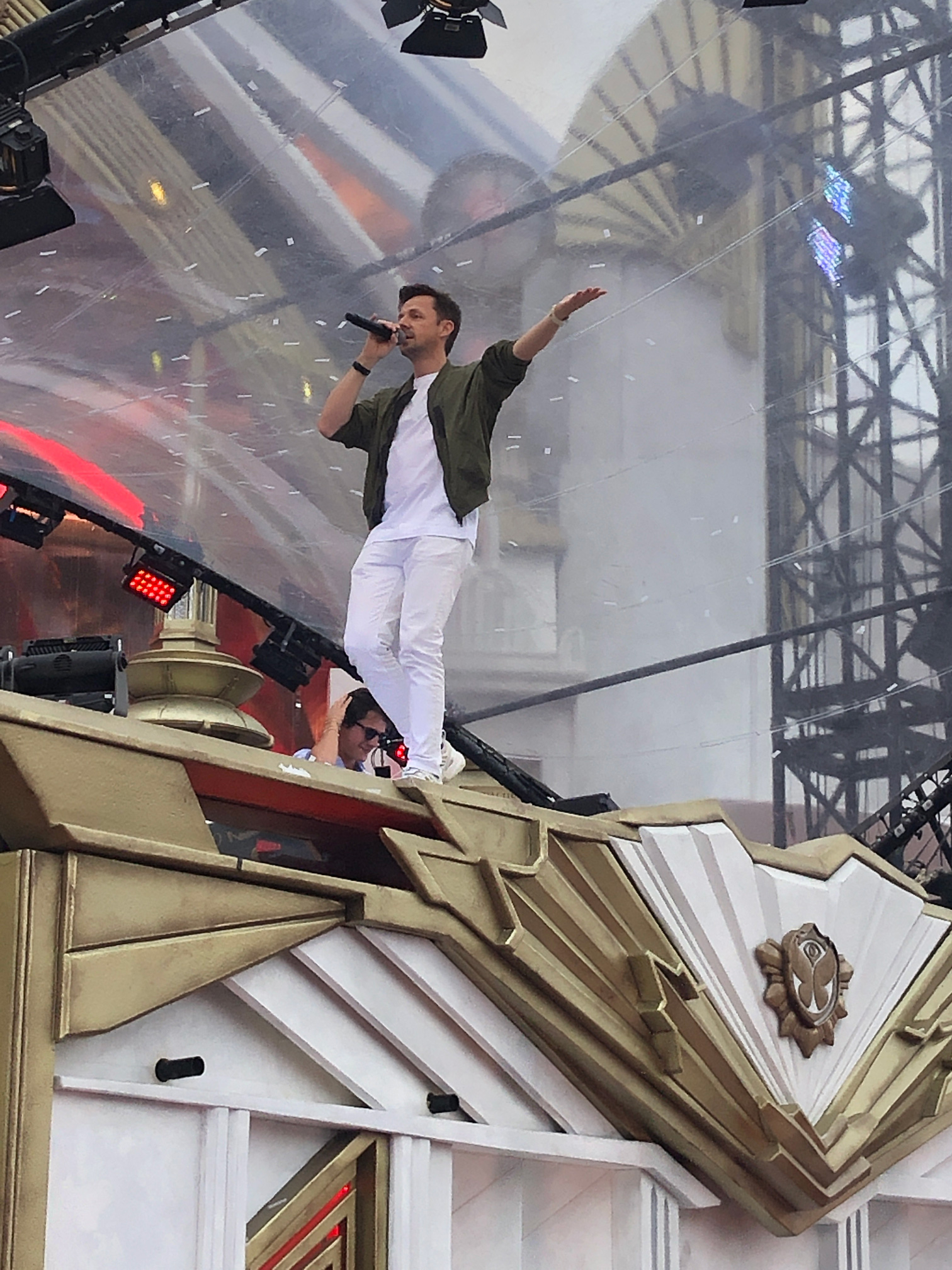
Martin Solveig sur la Mainstage de Tomorrowland en juillet 2022.

En 2015, il signe sur le label Spinnin' Records, et effectue son retour sur la scène musicale. Le 23 février 2015, il sort le single Intoxicated avec le groupe GTA, succès mondial qui se classe à la 15e position en France. Le 6 juillet 2015, il sort le single +1 avec la chanteuse Sam White qui confirme ce succès.
Il devient DJ résident au club Pacha d'Ibiza et anime chaque mercredi les soirées My House. Le 20 mai 2016, il sort le single Do It Right avec la chanteuse Tkay Maidza. Le 25 novembre 2016, il sort le single Places avec la chanteuse Ina Wroldsen.
Il est chargé de « mettre l'ambiance » lors de la cérémonie du Ballon d'or 2018. Il fait cependant polémique en adressant une remarque déplacée à Ada Hegerberg, lauréate du premier Ballon d'or féminin.
En 2019, il s'associe avec le DJ britannique Jax Jones pour former un duo nommé Europa. Leur premier single se nomme All Day And Night, et comporte la participation vocale de Madison Beer.
Le 21 novembre 2021, il mène un concert de vingt minutes en avant-match au Stade de l'Aube à Troyes, et dévoile par la même occasion le nouvel hymne du Stade de l’Aube pour l’entrée des joueurs, qui est un remix de son All Stars, pour un contrat de 5 saisons. Le 8 septembre 2024, il est l'un des DJ invités lors de la Cérémonie de clôture des Jeux paralympiques d'été de 2024, qui a lieu au Stade de France.

### Fin de carrière
Le 19 juillet 2025, à l'occasion de sa venue au Festival des Vieilles Charrues, il annonce mettre fin à sa carrière musicale, 23 ans après la sortie de son premier album,.

## Vie personnelle
Martin Solveig reste plus discret dans les médias que ses homologues français Bob Sinclar et David Guetta. Interrogé sur cette discrétion, il explique choisir soigneusement les supports et les sujets sur lesquels il s'exprime, n'intervenant que sur les thèmes en lien direct avec la musique. Il avoue que son « ambition n'est pas de passer à la télé ». Sur le plan musical, il adopte la même sélectivité en dévoilant de nouveaux titres lorsqu'il estime que ceux-ci présentent un intérêt « même si ce n'est pas systématiquement grand public ».
Martin Solveig déclare en 2011 à DJ Mag (alors qu'il est classé à la 29e place du Top 100 DJ du magazine) qu'il considère le classement comme un indicateur de notoriété sans valeur artistique, dans la mesure où il est fondé sur le vote du public et dépend largement de la taille des communautés de fans.
En 2014, il devient père d'une fille.
En juillet 2020, Martin Solveig lance une application nommée Alma Studio. Destinée à raconter des histoires aux plus petits, cette application se concentre sur l'audio et fait l'impasse sur les illustrations pour permettre aux enfants de se détacher des écrans.

## Vidéos
Lors de ses clips, Martin Solveig invite plusieurs stars de la scène ou du sport français : Miko et Cartman, la bande de Cauet pour Rejection, Sylvain Wiltord et Arié Elmaleh pour Something Better, Alice Taglioni pour I Want You, le créateur de mode Jean-Paul Gaultier pour Boys and Girls, Novak Djokovic, Gaël Monfils et Bob Sinclar pour Hello, l'actrice Mélanie Laurent pour Big in Japan, les disc jockeys Madeon, A-Trak, Laidback Luke, Sydney Samson, Dillon Francis, Zedd et Porter Robinson pour The Night Out ou encore le journaliste Yann Barthès pour Blow.

## Top 100DJ Mag
- 2007 : #72 (Nouvelle entrée)
- 2008 : #52 (+20)
- 2009 : #47 (+5)
- 2010 : #55 (-8)
- 2011 : #29 (+26)
- 2012 : #48 (-19)
- 2013 : #77 (-29)[23]
- 2014 : Non-classé (Sortie)
- 2015 : Non-classé
- 2016 : #98 (Re-entrée)[24]
- 2017 : Non-classé, #133 (Re-sortie, -35)[25]
- 2018 : Non-classé, #112 (+21)
- 2019 : Non-classé
- 2020 : Non-classé

## Décorations
- Officier de l'ordre des Arts et des Lettres. Fait chevalier le 20 septembre 2008 par la ministre de la Culture Christine Albanel, en reconnaissance du gouvernement français de sa place dans le patrimoine musical national, il est promu au grade d’officier le 13 septembre 2016[26].